# Aeroporto Internacional do Cairo
O Aeroporto Internacional do Cairo (مطار القاهرة الدولي, em árabe) está localizado no bairro de Heliópolis a Nordeste da cidade do Cairo, capital do Egito. É o segundo mais movimentado da África, ficando atrás somente do Aeroporto Internacional de Joanesburgo.

## O início
A história desse aeroporto teve início da década de 1940, quando a base da força aérea americana Bayn Field foi estabelecida a cinco quilômetros do Aeroporto de Almaza para servir os Aliados durante a Segunda Guerra Mundial. As forças americanas deixaram a base no final da guerra, e em 1945, a Autoridade de Aviação Civil assumiu a base e a alocou à Aviação Civil Internacional. O aeroporto foi chamado de "King Farouk 1st Airport". Enquanto isso, o aeroporto de Almaza era dedicado aos voos domésticos.

## Estatísticas
Ver a consulta original do Wikidata.

## Linhas aéreas
As seguintes companhias aéreas têm serviços regulares a partir do Aeroporto Internacional do Cairo:
- Aegean Airlines  (Atenas)
- Aeroflot (Moscou-Sheremetyevo)
- Afriqiyah Airways (Tripoli)
- Air Algérie (Argel)
- Air France (Paris-Charles de Gaulle)
- Air Sinai (Tel Aviv)
- Alexandria Airlines (Alexandria, Aqaba, Luxor and other charter destinations)
- Alitalia (Milan-Malpensa, Rome-Fiumicino)
- Austrian Airlines (Viena)
- AMC Airlines (Istambul-Sabiha Gokcen, Luxor, Paris-Charles de Gaulle, Sharm El Sheikh and various charter routes - domestic and international)
- British Airways (London-Heathrow)
- Buraq Air (Tripoli)
- Cyprus Airways (Lárnaca)
- Czech Airlines (Praga)
- Delta Air Lines (Nova Iorque-JFK)
- EgyptAir (Abu Dabi, Abul-Simbel, Accra, Adis Ababa, Al Ain [seasonal], Alepo, Alexandria, Algiers, Amman, Amsterdam, Asmara, Assiute, Assuão, Athens, Bahrain, Bangkok-Suvarnabhumi, Bangalore, Barcelona, Pequim, Beirute, Bengazi, Berlin-Schönefeld, Bruxelas, Budapeste, Casablanca, Damasco, Damam, Doha, Dubai, Dusseldórfia, Entebe, Francoforte, Geneva, Guangzhou, Hurgada, Istanbul-Atatürk, Jedá, Johannesburg, Kano, Cartum, Cuala Lumpur, Cuaite, Lagos, Lárnaca, Lisbon, London-Heathrow, Luxor, Cuaite, Madri, Medina, Milão-Malpensa, Montreal [seasonal], Moscou-Domodedovo, Mumbai, Munique, Muscat, Nairobi, Nova Iorque-JFK, Osaca-Cansai, Pafos, Paris Charles-de-Gaulle, Riade, Rome-Fiumicino, Saná, Xarja, Sharm El Sheikh, Tóquio-Narita, Tripoli, Tunis, Viena)
- EgyptAir Express (Alexandria, Assuão, Hurgada, Luxor, Malta, Mersa Metru, Marsa Alam, Sharm El Sheikh)
- El Al (Telavive)
- Emirates (Dubai)
- Ethiopian Airlines (Adis Ababa, Cartum)
- Etihad Airways (Abu Dabi)
- Eurocypria Airlines (Pafos)
- Gulf Air (Barém)
- Iberia Airlines (Madri)
- Iraqi Airways (Bagdá)
- Jetairfly (Bruxelas)
- Kenya Airways (Cartum, Nairobi)
- KLM (Amsterdã)
- Koral Blue Airlines (Hurgada, Sharm el Sheikh)
- Korean Air (Seul-Incheon)
- Kuwait Airways (Cuaite)
- Libyan Airlines (Bengazi, Saba, Trípoli)
- Lotus Air (Gdansk, Hurgada, Paris-Charles de Gaulle, Sharm el Sheikh, Varsóvia)
- Lufthansa (Francoforte)
- Middle East Airlines (Beirute)
- Nile Air (operações de lançamento em 2009)
- Olympic Airlines (Atenas)
- Oman Air (Mascate)
- Petroleum Air Services (vários aeroportos domésticos e pistas de pouso petrolíferas)
- Qatar Airways (Doa)
- Royal Air Maroc (Casablanca, Riade)
- Royal Jordanian (Amã, Ácaba)
- Saudi Arabian Airlines (Damame, Jedá, Medina, Riade)
- Singapore Airlines (Singapura)
- Sudan Airways (Cartum, Porto Sudão)
- Swiss International Air Lines (Zurique)
- Syrian Arab Airlines (Alepo, Damasco, Latáquia)
- TAROM (Bucareste-Otopeni)
- Turkish Airlines (Istambul-Atatürk)
- TUIfly (Colônia, Berlim-Tegel, Berlim-Schoenefeld, Francoforte, Munique)
- Tunisair (Túnis)
- Yemenia (Adém, Saná)

## Imagens

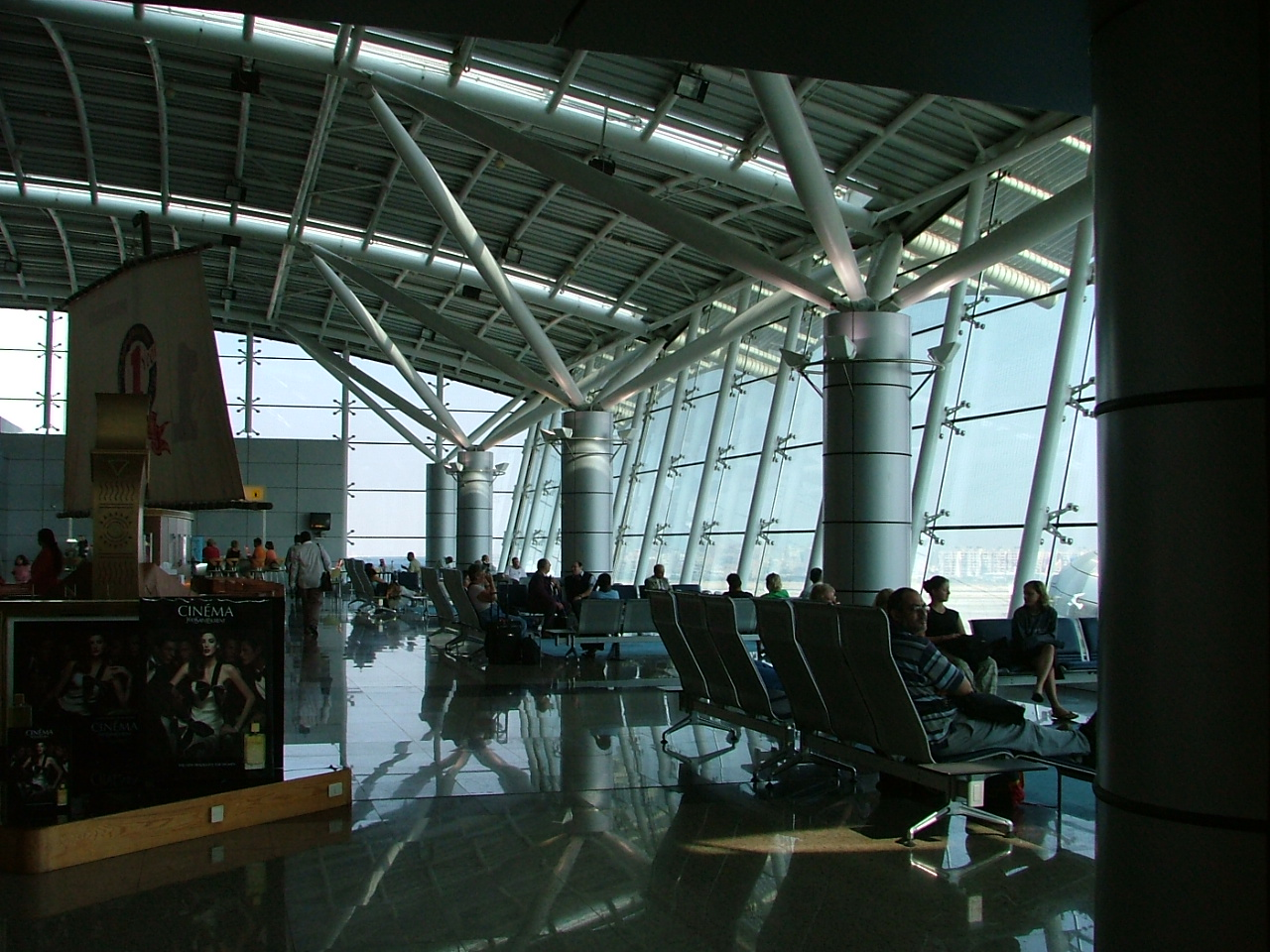
Vista do salão do Terminal 1
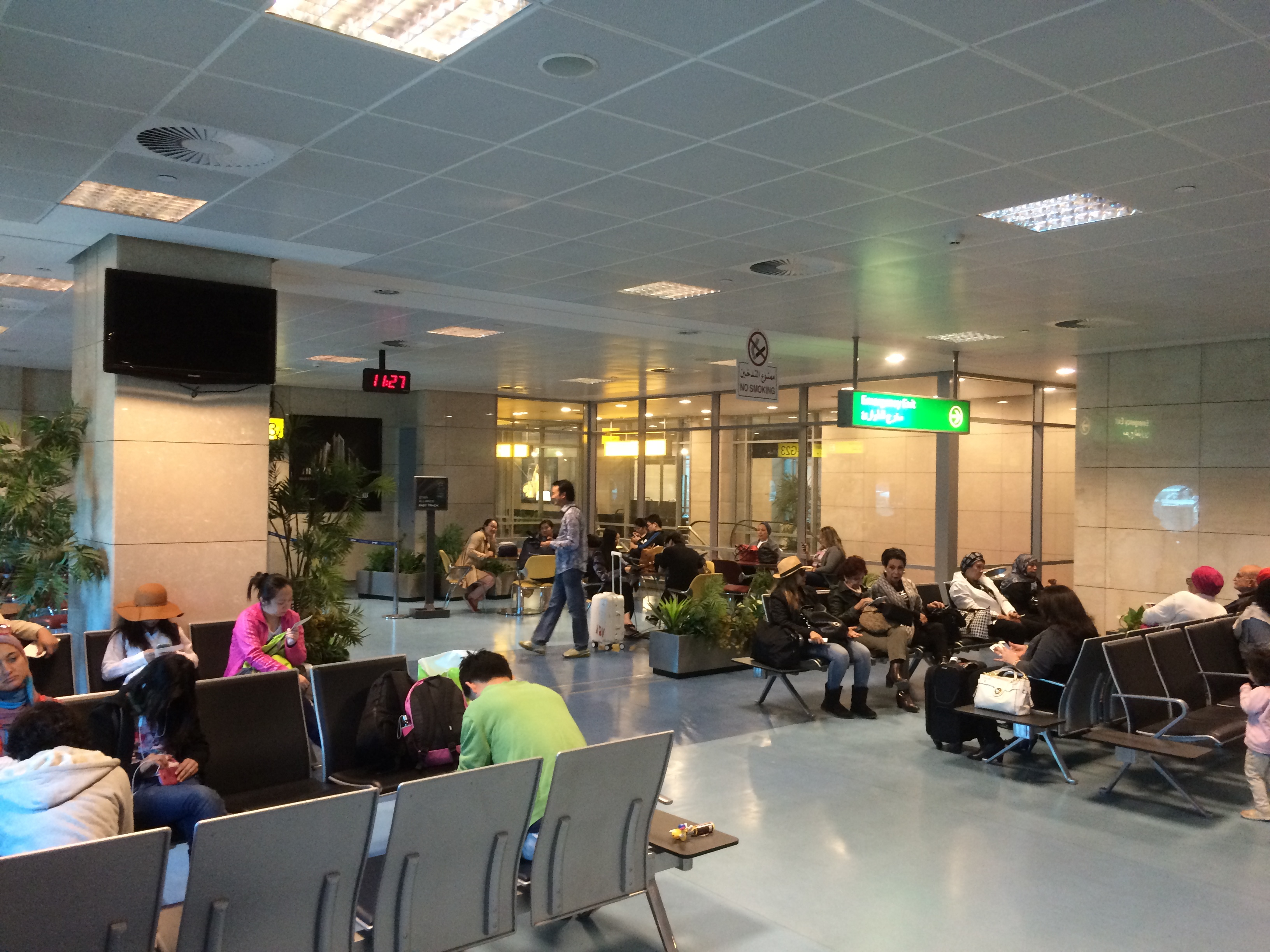
Vista do salão do Terminal 3